# Sony Xperia V
De Sony Xperia V is een waterdichte smartphone van het Japanse conglomeraat Sony uit 2012.
De telefoon is gepresenteerd op 29 augustus te Berlijn samen met de Xperia J en de Xperia T. De Xperia V heeft een dualcore-processor van 1,5 GHz, 8 GB aan opslaggeheugen (dat uitbreidbaar is), een 13 megapixel-camera aan de achterkant en een camera met een VGA-resolutie aan de voorkant om te kunnen videobellen. De smartphone was alleen verkrijgbaar in het zwart.

## Scherm
Het beeldscherm heeft een schermdiagonaal van 11 cm (4,3 inch) met een resolutie van 1280 × 720 pixels. Het aanraakscherm is krasbestendig en ondersteunt multitouch-gebaren. De Xperia V maakt gebruik van HD Reality Display-technologie en het 'BRAVIA-engine' van Sony. Door deze twee technieken zou het scherm mooier weergegeven worden.

## Software

### Besturingssysteem
De Sony Xperia V heeft als besturingssysteem Android 4.0. Een update naar versie 4.1 wordt later verwacht. Net zoals vele andere Android-fabrikanten, gooit Sony ook een eigen grafische schil over het toestel, de Timescape UI, waarin Facebook en Twitter standaard zijn ingebouwd. De telefoon is 'PlayStation-certified', dat betekent dat men hierop omgebouwde PlayStation-spellen kan spelen.

### Muziek
De telefoon is verbonden met het Sony Entertainment Network, dat gebruikers toegang geeft tot Music & Video Unlimited, een speciale streamingsapp vergelijkbaar met Deezer en Spotify. Het Japanse bedrijf heeft de muziekapplicatie vernoemd naar "WALKMAN", de muziekspeler van Sony. In de telefoon zal verder gebruik worden gemaakt van de audiotechnologie 3D surround sound met xLOUD.

### NFC
Daarnaast beschikt het toestel over NFC, dat in combinatie met 'Xperia Smart Tags' (NFC-chips) gebruikt kan worden. De NFC-chips kunnen vervolgens worden gebruikt voor laagwaardige financiële transacties, om bijvoorbeeld applicaties uit de Google Play-appwinkel te kopen.